# Franz Xaver Pernlochner
Franz Xaver Pernlochner, auch als Franz Pernlochner II. bezeichnet (* 22. Oktober 1847 in Thaur; † 3. Juli 1895 ebenda), war ein Tiroler Maler.

## Leben
Pernlochner war ein Sohn des Bildschnitzers Franz Pernlochner. Er besuchte in Innsbruck die Realschule, erhielt ersten künstlerischen Unterricht bei Michael Stolz und studierte ab 1867 in der Antikenklasse der Münchner Akademie, ehe Franz Plattner sein Lehrmeister wurde.
1873 schuf er zusammen mit Michael Stolz, Felix Schatz und Max Gehri Wandbilder in der Schlosskapelle im sächsischen Wechselburg. Darauf folgte ein Aufenthalt in Rom und 1874 eine Reise ins Heilige Land, die ihn zu seinen Krippenfiguren und -prospekten inspirierte. Max Gehri schuf in Anlehnung an Pernlochners Arbeiten eine Krippe, die später ins Tiroler Volkskunstmuseum in Innsbruck gelangte. Unter Gehris Einfluss wiederum entwickelten Künstler wie Romed Riedmüller, Johann Plank und Johann Demetz ihre Krippenlandschaften und -figuren.
Die Thaurer Schlosskirche, auch Romedikirchl genannt, besitzt eine umfangreiche Krippe, zu der Pernlochner um 1880 den Hintergrund malte. Schon in den Jahren 1872/73 hatte er die Ausgestaltung des Stationsweges, der zu dieser Kirche hinaufführt, geleitet.

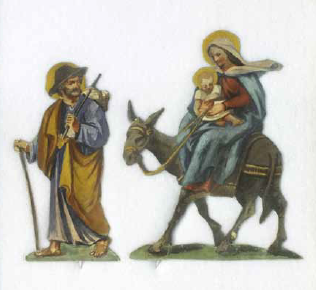
Flucht nach Ägypten

Zwei Papierkrippenfiguren, mit Deckfarben auf Pappe gemalt, die die Flucht nach Ägypten darstellen und sich in Privatbesitz befinden, wurden von Josef Ringler als Jugendwerk Pernlochners angesehen. Papierkrippenfiguren wurden in Thaur von zahlreichen Künstlern hergestellt. Ringler meinte in seiner Expertise von 1971: „Diese auf Karton in Deckfarben gemalten Krippenfiguren einer Flucht nach Ägypten stammen aus der Mitte des 19. Jahrhunderts und erinnern sehr an gemalte Thaurer Figuren. Möglicherweise sind sie eine Jugendarbeit vom späteren Historienmaler Franz Pernlochner.“ Anklänge an die Thaurer Kirchenkrippe und zwei Hauskrippen von Johann Nepomuk Giner zeigen sich bei diesen beiden Figuren: Joseph wandert zu Fuß mit Wanderstab, Reisebündel und Hirtenhut von rechts nach links, Maria mit dem Jesuskind reitet auf einem Esel. Die Kleidung der Figuren ist allerdings anders gestaltet als bei Giner; Johannes M. Vilanek geht davon aus, dass sich hier Erinnerungen Pernlochners an seine Reise ins Heilige Land niedergeschlagen haben und daher z. B. die langen Gewänder der Reisenden stammen. An der Rückseite der ausgeschnittenen Figuren sind 10 cm lange, handgeschmiedete Metallstäbe, die mit Hanf umsponnen sind, angebracht. Mit dieser Vorrichtung ließen sich die Krippenfiguren an einem Berg befestigen.

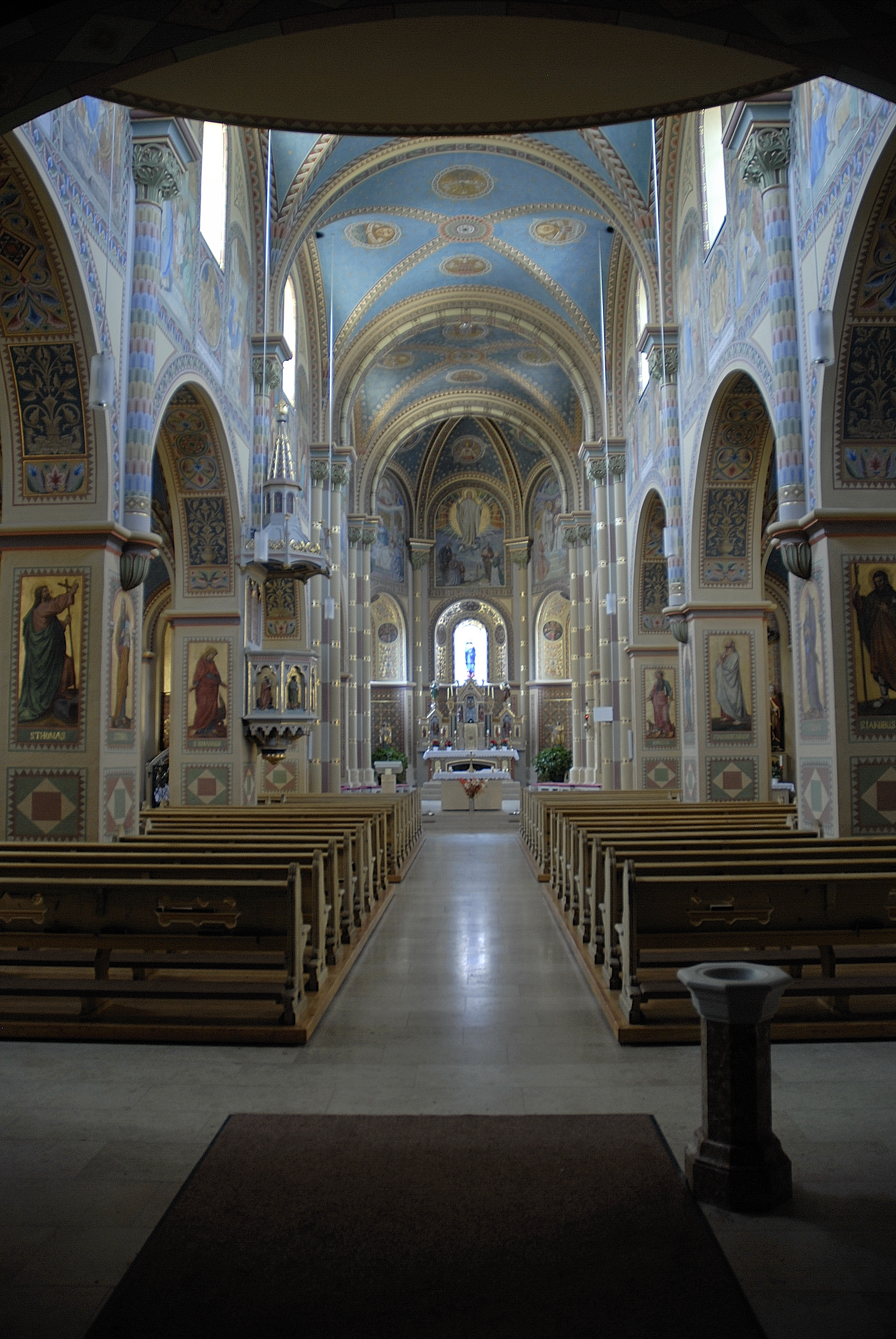
Inneres der Kirche Mariä Empfängnis in Weerberg

Pernlochner schuf auch sonst hauptsächlich Werke religiösen Inhalts. In der Kirche von Heiligenkreuz schuf er Wandbilder. Altarblätter malte er für Toblach, Inzing und Madonna di Campiglio. Seine Apostelbilder für die Pfarrkirche Mariä Empfängnis in Weerberg stammen aus dem Jahr 1877. Sie wurden in den 1960er Jahren weiß übermalt, konnten aber bei einer späteren Restaurierung der Kirche wieder freigelegt werden.
In den Jahren 1878 bis 1880 malte er einen Rosenkranzzyklus für die Pfarrkirche von Thaur.
Das Haller Zufluchtshaus schmückte er 1885 mit Fresken. Ein Bildnis der heiligen Cäcilie in der Arkade des Friedhofs von Brixen stammt ebenfalls von Pernlochner. Ferner gelangten Bilder Pernlochners nach Georgenberg bei Schwaz. In seinem Todesjahr 1895 schuf er noch ein Votivbild, das sich in der Friedhofskapelle von Hallein in Salzburg befindet. Auch in Hippach gibt es Bilder von Franz Xaver Pernlochner.
In seinem letzten Lebensjahrzehnt arbeitete er als Kartonzeichner für die Glasmalereianstalt in Innsbruck. Rund 3000 Vorzeichnungen für Glasfenster, die großenteils für Amerika bestimmt waren, stammten von Pernlochers Hand. So sind etwa in der St. John’s Catholic Church in Bangor, Maine zwanzig Fenster nach Pernlochners Entwurf erhalten geblieben. Frans Jozef van Beeck ordnete sie den Vorläufern des Präraffaelitentums zu und stellte fest: “This style […] emphasized a quiet, detailed realism in the rendition of the beauty of nature, and quiet, simple dramatism in the representation of persons.” Um 1883 ging ein Großauftrag ein, der die Fenster für die Kathedrale von Providence auf Rhode Island betraf. Diese wurden von Pernlochner, Alfons Siber und Felix Schatz entworfen.
In Thaur gibt es einen Franz-Pernlochner-Weg.

## Nachfahren
Pernlochner hatte einen Sohn namens Franz, meist als Franz Pernlochner III. bezeichnet. Dieser lebte von 1877 bis 1954, studierte in München und Rom und schuf etwa 2000 Hintergründe für Krippen. Die Werke dieses Sohnes „reichen zwar nicht an die Meisterschaft des Vaters heran, sind aber voller origineller Ideen, reich an Phantasie und zeigen Sorgfalt in Perspektive und Ausführung“, ist in einem Bericht über die Restaurierung der Weihnachtskrippe im Vorraum der ehemaligen Spitalskirche St. Nikolaus in der Weitau bei St. Johann in Tirol zu lesen. Auch Franz Pernlochners III. Sohn, Franz Pernlochner IV., betätigte sich auf diesem Gebiet.